# Lorenzo Gabellini
Lorenzo Gabellini (Rimini, 8 settembre 1999) è un pilota motociclistico italiano, campione italiano della classe Supersport 600 nel 2019.

## Carriera
Gabellini esordisce nel campionato Italiano Velocità nel 2014 classificandosi nono nella Moto3 in sella ad una Honda Racing Corporation. Lo stesso anno partecipa come wild card alla gara di Imola della European Junior Cup dove termina 9º, il che gli consente di terminare 25º nella classifica del campionato con 7 punti. Nel 2015 passa alla guida di motociclette Kymco chiudendo al ventesimo posto. Nel 2016 passa alla classe Supersport del campionato Italiano, in sella ad una Kawasaki ZX-6R termina la stagione al tredicesimo posto. Nelle stagioni successive, fino al 2019, anno in cui si laurea campione Italiano Supersport, guida una Yamaha. Nel 2018 partecipa da wild card ai round di Imola e Misano del campionato mondiale Supersport in sella ad una Yamaha del team G.A.S. Racing. Termina 8º a Misano e si classifica 24º nel mondiale con 8 punti. L'anno seguente partecipa di nuovo come wild card in Supersport con una Yamaha, ma stavolta con il team Gomma Racing e solo a Misano. Conclude 6º in gara, risultato che gli vale 10 punti e il 18º posto in campionato. Nel 2020 fa il suo esordio nel CIV Superbike con una Honda CBR1000RR-R del team Althea. Esordisce anche nel campionato mondiale Superbike in sostituzione di Jordi Torres con il medesimo team, il MIE Racing Althea Honda. Utilizza il numero 63. Prende parte solo ad alcune gare per la successiva separazione dell'Althea Racing dalla struttura di Moriwaki (MIE Racing). Continua però a partecipare al CIV Superbike senza saltare alcuna gara, chiude la stagione al terzo posto in classifica con 99 punti.
Nel 2021 è pilota titolare nel campionato Italiano Superbike con una Honda dell'Althea Racing team. Conquista tre piazzamenti a podio chiudendo la stagione al quarto posto in classifica. Nel 2022 disputa l'ultima parte di stagione nella classe Next Generation del campionato italiano Supersport. In sella ad una Ducati Panigale V2 ottiene un podio al Mugello e chiude al dodicesimo posto. Nel 2023 disputa la seconda parte del CIV Superbike in qualità di pilota sostitutivo con il The Blacksheep Team. Ottiene punti in tutte le gare disputate classificandosi al quindicesimo posto. Nel 2024 torna ad essere pilota titolare nel CIV Superbike. In sella ad una BMW del team SLP Corse raccoglie novanta punti classificandosi all'ottavo posto.

## Risultati in gara

### Campionato mondiale Supersport
| 2018 | Moto   |  |  |  |  |    |  |  |   |  |  |  |  |  |  | Punti | Pos. |
| ---- | ------ |  |  |  |  | -- |  |  | - |  |  |  |  |  |  | ----- | ---- |
| 2018 | Yamaha |  |  |  |  | 20 |  |  | 8 |  |  |  |  |  |  | 8     | 24º  |

| 2019 | Moto   |  |  |  |  |  |  |   |  |  |  |  |  |  |  | Punti | Pos. |
| ---- | ------ |  |  |  |  |  |  | - |  |  |  |  |  |  |  | ----- | ---- |
| 2019 | Yamaha |  |  |  |  |  |  | 6 |  |  |  |  |  |  |  | 10    | 18º  |

| Legenda | 1º posto        | 2º posto            | 3º posto           | A punti      | Senza punti        | Grassetto – Pole position Corsivo – Giro più veloce |
| Legenda | Gara non valida | Non qual./Non part. | Ritirato/Non class | Squalificato | '-' Dato non disp. | Grassetto – Pole position Corsivo – Giro più veloce |

### Campionato mondiale Superbike
| 2020 | Moto  |  |  |  |    |    |    |    |    |    |    |    |    |  |  |  |  |  |  |  |  |  |  |  |  |  |  |  |  |  |  |  |  |  |  |  |  |  |  |  |  |  |  | Punti | Pos. |
| ---- | ----- |  |  |  | -- | -- | -- | -- | -- | -- | -- | -- | -- |  |  |  |  |  |  |  |  |  |  |  |  |  |  |  |  |  |  |  |  |  |  |  |  |  |  |  |  |  |  | ----- | ---- |
| 2020 | Honda |  |  |  | 17 | 20 | 19 | 20 | 18 | 17 | 17 | 21 | 19 |  |  |  |  |  |  |  |  |  |  |  |  |  |  |  |  |  |  |  |  |  |  |  |  |  |  |  |  |  |  | 0     |      |

| Legenda | 1º posto        | 2º posto            | 3º posto           | A punti      | Senza punti        | Grassetto – Pole position Corsivo – Giro più veloce |
| Legenda | Gara non valida | Non qual./Non part. | Ritirato/Non class | Squalificato | '-' Dato non disp. | Grassetto – Pole position Corsivo – Giro più veloce |